# Marjan Rožanc
Marjan Rožanc ( 21 noiembrie 1930, Ljubljana, Slovenia - 18 septembrie 1990, Ljubljana, Slovenia) a fost un scriitor și dramaturg sloven, exponent al realismului social. Printre cele mai cunoscute lucrări ale sale se numără romanul autobiografic Dragostea (Ljubezen). 